# 小行星16238
小行星16238（16238 Chappe）是一颗绕太阳运转的小行星，为主小行星带小行星。该小行星于2000年4月7日发现。

## 轨道参数
小行星16238的轨道半长轴为2.3587852 UA，离心率为0.195。